# Juniper Dunes Wilderness
Die Juniper Dunes Wilderness ist ein geschütztes Wildnisgebiet mit einer Fläche von 7.140 Acres (28,9 km²) im Franklin County im US-Bundesstaat Washington. Gegründet 1984, ist es für das nördlichste Vorkommen Westamerikanischer Wacholder (Juniperus occidentalis) berühmt, die auf den großen Sanddünen des Gebietes heimisch sind. Der nächstgelegene Ort ist Pasco.

## Fauna und Flora
Zu den verbreiteten Tierarten gehören Maultierhirsche, Rotluchse, Kojoten, Silberdachse, Skunks, Wiesel, Baumstachler, Taschenratten, Kängururatten, mehrere Arten von  Mäusen, Habichte und Sperber, Eulen, Raben, Wachteln, Straußwachteln, Fasane, Tauben, zahlreiche Singvögel und Klapperschlangen.
Anders als der Name (Juniper = Wacholder) nahelegt, wachsen in dem Gebiet keine Bäume von nennenswerter Zahl. Die übrige Vegetation besteht u. a. aus Kaninchensträuchern (Chrysothamnus nauseosus; englisch rubber rabbitbrush oder green rabbitbrush), Quecken (englisch bluebunch wheatgrass), Wildreis (Oryzopsis; englisch Indian ricegrass), Wunderblumen (Abronia; englisch white sand-verbena), Sandkräuter (Arenaria; englisch Franklin sandwort), Tragant (Astragalus; englisch sicklepod milkvetch), Haarstrang (Cymopterus; englisch turpentine cymopterus), Wollweiß (Hymenopappus), Opuntien (Opuntia; englisch prickly pear cactus), Bartfaden (Penstemon; englisch sand-dune penstemon), Schmetterlingsblütler der Gattung Psoralea (englisch lanceleaf breadroot), Ampfer (Rumex; englisch sand dock), Balsamwurzeln (Balsamorhiza; englisch Carey balsamroot), Brodiaea-Arten (englisch wild-hyacinth), Rittersporne (Delphinium; englisch larkspur), Ausdauernder Lein (Linum perenne; englisch wild flax), Knöteriche (Eriogonum; englisch snow buckwheat), Doldenblütler der Gattung Lomatium (englisch desert parsley Indian-potato) und Phacelia-Arten (englisch silverleaf phacelia).

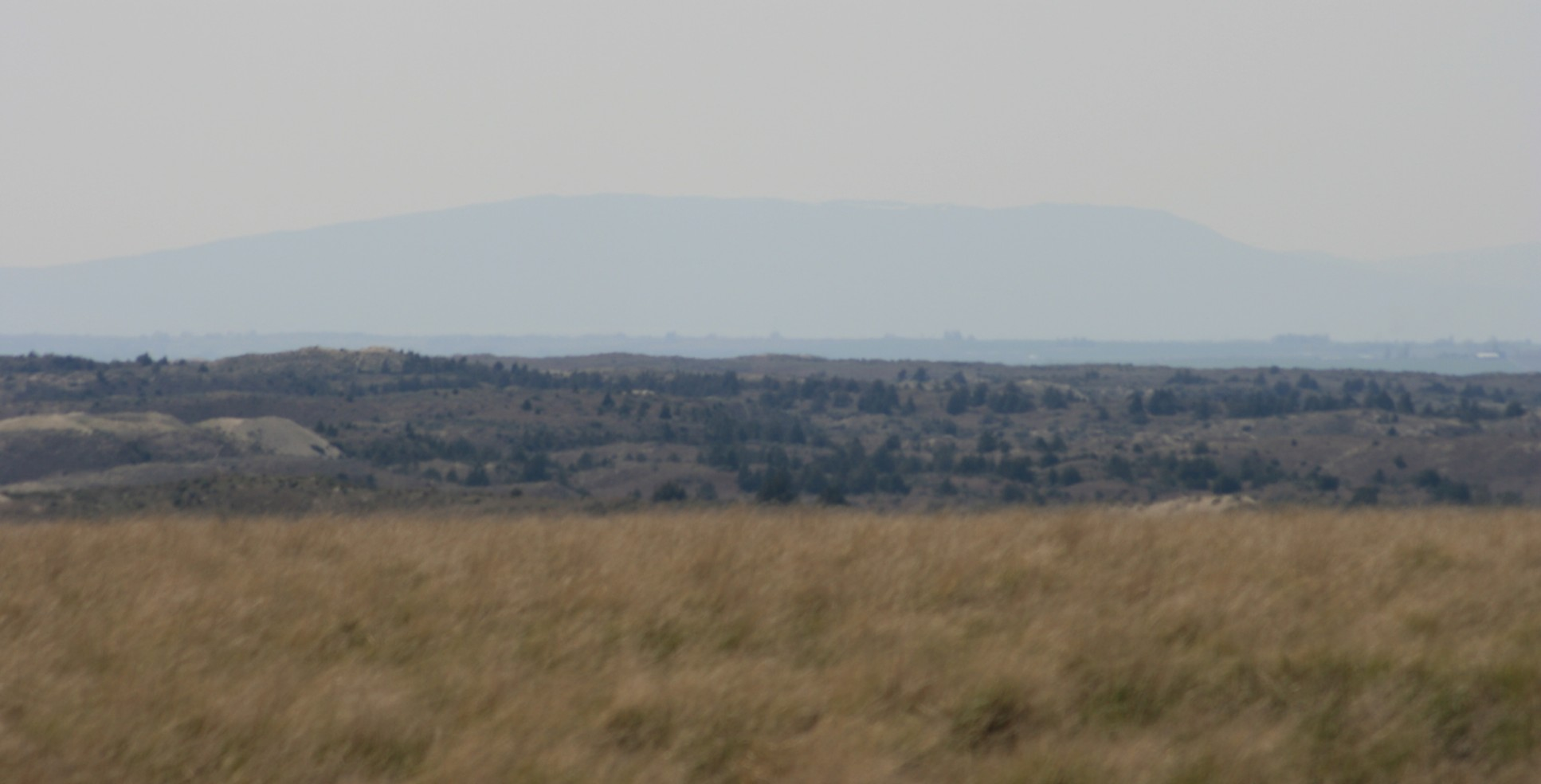
Die Juniper Dunes Wilderness von Osten mit Grasland im Vordergrund und dem Rattlesnake Mountain im dunstigen Hintergrund

## Zugang
Gegenwärtig gibt es keinen legalen Zugang zur Juniper Dunes Wilderness, da das gesamte Land in der Umgebung in Privatbesitz ist. Ein Abkommen mit den Landbesitzern von 2007 erlaubt die Anreise mit Genehmigung auf einer alten Piste, die in der Nähe des Wildnisgebietes endet.